# La Condamine-Châtelard
 La Condamine-Châtelard  es una localidad y comuna de Francia, en la región de Provenza-Alpes-Costa Azul, departamento de Alpes de Alta Provenza, en el distrito de Barcelonnette y cantón de Barcelonnette, en el valle del río Ubaye.

## Demografía
| 185 | 200 | 195 | 198 | 168 | 166 |
| Para los censos de 1962 a 1999 la población legal corresponde a la población sin duplicidades (Fuente: INSEE [Consultar]) |     |     |     |     |     |

## Lugares de interés
- El Fuerte de Tournoux, construcción defensiva del siglo XIX
- Estación de esquí de Saint-Anne, en el macizo de Parpaillon.